# Fries (Holmboe)
Fries (Deens: Frise) is de subtitel van twee composities van Vagn Holmboe.
De twee werken dragen hetzelfde opusnummer maar de een is instrumentaal (Kamersymfonie nr. 3, opus 103a), de ander is voor koor a capella (Cantate profane Frise, opus 103b). De subtitel wijst op een samenwerkingsverband/vriendschap tussen het echtpaar Holmboe (Vagn en Meta) en de Deense kunstenaar Arne L. Hansen (1921-2009). Hansen maakte geïnspireerd op het werk van Holmboe een meterslange fries voor het Aalborghus Gymnasium. Dit keramisch artistiek kunstwerk is intern aangebracht op de bouwconstructie van genoemd gebouw, grotendeels in de foyer.
Tijdens de onthulling van de fries op 14 oktober 1970 werd Kamersymfonie nr. 3 uitgevoerd door Aalborg Symfoniorkester als ook enkele fragmenten uit de cantate.
Delen van de symfonie zijn:
1. Tempo giusto- Sereno con variazioni
2. Allegro vivace
3. Lento e tranquillo
4. Grave con metamorfosi
5. Intermezzo chiaro
6. Allegro conforza

Bij het koorwerk ontbreekt deel 3.
Orkestratie kamersymfonie :
- 1 dwarsfluit, 1 hobo , 1 klarinet, 1 fagot
- 2 hoorns, 2 trompet
- pauken, 1 man/vrouw percussie
- violen, altviolen, celli,  contrabassen